# Émile Duplat
Émile André Henri Duplat est un amiral français, né le 6 septembre 1880 au Havre et mort le 30 juillet 1945 à Paris.

## Biographie

### Carrière
Il entre à l'École navale en 1898. il en sort aspirant le 5 octobre 1901. Il embarque à Brest sur le Chasseloup-Laubat de l'escadre d'Extrême-Orient. A bord de ce bâtiment, il assiste à la révolte des Boxers et participe à la campagne de Chine de 1901. Il embarque ensuite sur le Friant pendant cette campagne, puis sur le croiseur Pascal en janvier 1903.
Enseigne de vaisseau le 5 octobre 1903, il embarque sur le cuirassé Masséna de l'escadre du Nord en janvier 1904 puis sur le Dupleix de la division navale de l'Atlantique en 1904 et 1905. Puis il embarque sur le cuirassé Jauréguiberry au 1er janvier 1906. il est breveté officier torpilleur en 1907.
En janvier 1908, Il embarque sur le cuirassé Liberté en essai à Brest puis est affecté à l'escadre de Méditerranée. Il est désigné officier comme en second du sous-marin l'Archimède à la station des sous-marins de Cherbourg au 1er janvier 1911. il est promu lieutenant de vaisseau le 1er avril.
Il commande le sous-marin l'Aigrette le 1er janvier 1912 puis une division de torpilleurs de Brest au 1er janvier 1914. Il est fait chevalier de la Légion d'honneur le 26 juin 1915. Il est désigné comme aide de camp du préfet maritime du 2e arrondissement de Brest en en juillet 1915. Il est ensuite affecté à la division des bases de l'Armée d'Orient à Moudros puis à Salonique. Il est désigné aide de camp de l'amiral Salaün en 1916.
De retour à Paris au 1er janvier 1918 il est affecté au bureau des patrouilles de la Direction générale de la guerre sous-marine. Il commande ensuite l'aviso Suippe et est promu capitaine de corvette le 10 juillet 1919. Il est breveté de l'École supérieure de la Marine en 1920. Il est désigné pour l'état-major de la Marine au 1er janvier 1921, affecté 4e bureau (Ports et bases-Transports-Approvisionnements-Communications).
Capitaine de frégate le 10 janvier 1922, il commande la 1re escadrille de sous-marins de Cherbourg en 1924. Il est élevé au grade d'officier de la Légion d'honneur le 27 décembre 1924. Il est ensuite membre de la Commission du règlement d'armement en 1926 puis est promu de capitaine de vaisseau le 1er avril 1927. Il est auditeur au Collège des hautes études navales (CHEN) en 1928 et commande le croiseur Lamotte-Picquet en 1929.
Chef du 1er bureau (Organisation) de l'état-major de la Marine au 1er janvier 1932, il reçoit ses 2 étoiles de contre-amiral le 4 décembre de cette même année. Nommé commandant du secteur maritime de Toulon en 1933 et élevé au grade de commandeur de la Légion d'honneur le 30 décembre. Il commande alors la 4e division légère et le groupe des contre-torpilleurs de la 2e escadre en septembre 1934.
Directeur du personnel de la Marine en mai 1936, il est promu vice-amiral en mai 1937. Il prend le commandement de la 3e escadre de Toulon à partir de juin 1939, sa marque étant hissée sur l'Algérie. Lors de la bataille de France, il commande l'opération Vado le 10 juin 1940, une mission de bombardement sur Gênes. 
Élevé au rang et appellation d'amiral en juillet 1940 il préside la délégation française auprès de la commission d'armistice de Turin en août de cette même année. 
Il est versé dans la 2ème section des officiers généraux en septembre 1942. Il est fait grand-croix de la Légion d'honneur par décret du 21 décembre 1943. Il décède à Paris, le 30 juillet 1945.